# 6299 Reizoutoyoko
6299 Reizoutoyoko è un asteroide della fascia principale. Scoperto nel 1988, presenta un'orbita caratterizzata da un semiasse maggiore pari a 2,8650202 UA e da un'eccentricità di 0,0387513, inclinata di 3,22048° rispetto all'eclittica.